# Масерија Паолони (Беневенто)
Масерија Паолони је насеље у Италији у округу Беневенто, региону Кампанија.
Према процени из 2011. у насељу је живело 19 становника. Насеље се налази на надморској висини од 791 м.